# Alysson spinosus
Alysson spinosus  (лат.) — вид песочных ос из подсемейства Bembicinae (триба Alyssontini).
Палеарктика. Европа, Россия (на восток до Волгоградской области, Татарстана, Чувашии), Грузия, Казахстан.
Мелкие осы (5—7 мм). Тело буровато-чёрное с двумя светлыми пятнами на втором тергите брюшка (основание метасомы красное). Жгутик усиков самок 11-члениковый, а у самцов 12-члениковый. Гнездятся в земле. Ловят мелких цикадок.